# Homorod
Homorod (deutsch Hamruden, siebenbürgisch-sächsisch Ham(e)ruîden, ungarisch Homoród) ist eine Gemeinde im Kreis Brașov in der Region Siebenbürgen in Rumänien.

## Lage
Homorod liegt 3 km östlich von Rupea.

## Geschichte
Der Ort ist eine im 12. Jahrhundert von deutschen Auswanderern, den Siebenbürger Sachsen, gegründete Siedlung. Sie liegt am Zusammenfluss der beiden Homorod-Bäche. Der Ort wurde erstmals um 1400 urkundlich als Hamorodia erwähnt Allerdings weisen Bodenfunde auf eine viel frühere Besiedlung ab der Neusteinzeit hin; so wurden eine gebrannte Tonfigur und römische Ziegelreste gefunden.
Bis ins 18. Jahrhundert wurde auch der ungarische Name Homorod Szaszszentpeter benutzt, was  „Sächsisch Sankt Petersdorf am Homorod“ bedeutet. Dieser Name deutet auf eine erste Kirche in Ortsnähe hin, die dem heiligen Petrus geweiht gewesen sein könnte. Ihr ehemaliger Standort wird nördlich des heutigen rumänischen Friedhofs auf einem Berg mit dem Namen „Auf der Kirche“ vermutet.
Seit 1488 war ein Schulmeister bei der Gemeinde angestellt; sie wurde von 68 Wirten und vier Hirten bewohnt, dies entsprach in etwa 300 Einwohnern. Auch eine Mühle ist bezeugt.
Am Gründonnerstag, dem 13. April 1623, zerstörte ein Feuer den gesamten Ort.
Schon seit Anfang des 18. Jahrhunderts lebten im Ort rumänische Siedler, meist als Hirten, dann aber auch als Bauern. Im Jahr 1941 lebten 1503 Menschen in Homorod, davon nur noch 508 Siebenbürger Sachsen.
Homorod ist Sitz des Bürgermeisters der gleichnamigen Gemeinde.
Alle Orte der Gemeinde Homorod sind sehr stark durch die Landwirtschaft geprägt; die Bewohner verdienen damit ihren Hauptlebensunterhalt. Im Jahr 2002 lebten 1383 Menschen im eigentlichen Ort, davon 913 Rumänen, 306 Ungarn, 34 Siebenbürger Sachsen und 129 Roma.

## Sehenswürdigkeiten

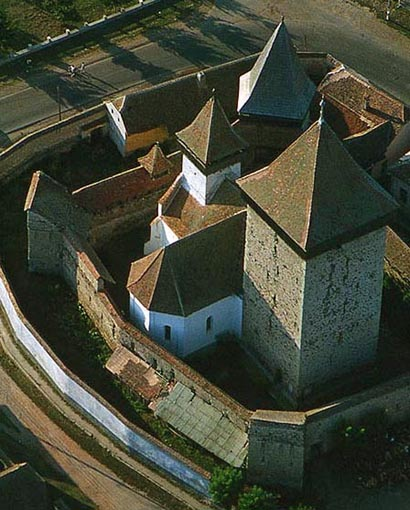
Blick auf die Kirche

Die heutige Kirche wurde etwa ab 1270 als romanische Saalkirche errichtet. Die Kirche wurde Ende des 15. Jahrhunderts wehrtüchtig umgebaut; dazu wurde ein großer Turm über den alten Chor gebaut. Zusätzlich wurde die Kirche mittels Ringmauern geschützt. An den Ecken der ersten Ringmauer stehen vier Türme, die zweite Ringmauer ist niedriger und umgibt die erste. Im Jahr 1784 wurde die Kirche Richtung Süden erweitert und ein neuer Chor angebaut. Daher hat die Kirche heute eine südliche Ausrichtung. Im alten Chor konnten sich Wandmalereien aus dem 13. Jahrhundert erhalten, da der romanische Triumphbogen, auf dem sich die westliche Turmmauer stützt, aufgefüllt werden musste. Es ist nicht genau bekannt, wann diese Maßnahme vorgenommen wurde, doch muss es vor der Reformation gewesen sein. Diese nie übertünchten Wandmalereien sind die ältesten erhaltenen in Siebenbürgen, in denen romanische und gotische Stilelemente verschmelzen. Weitere romanische Details finden sich an den Wänden des Saals und an der Westfassade. Orgel und Altar dagegen sind im späten 18. Jahrhundert, wohl im Zuge der Umbauten, entstanden.

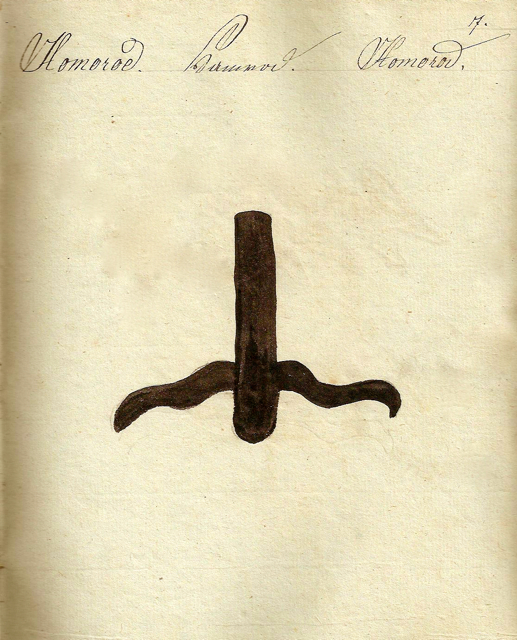
Viehbrandzeichen von Homorod/Hamruden

### Wandmalereien im alten Chor

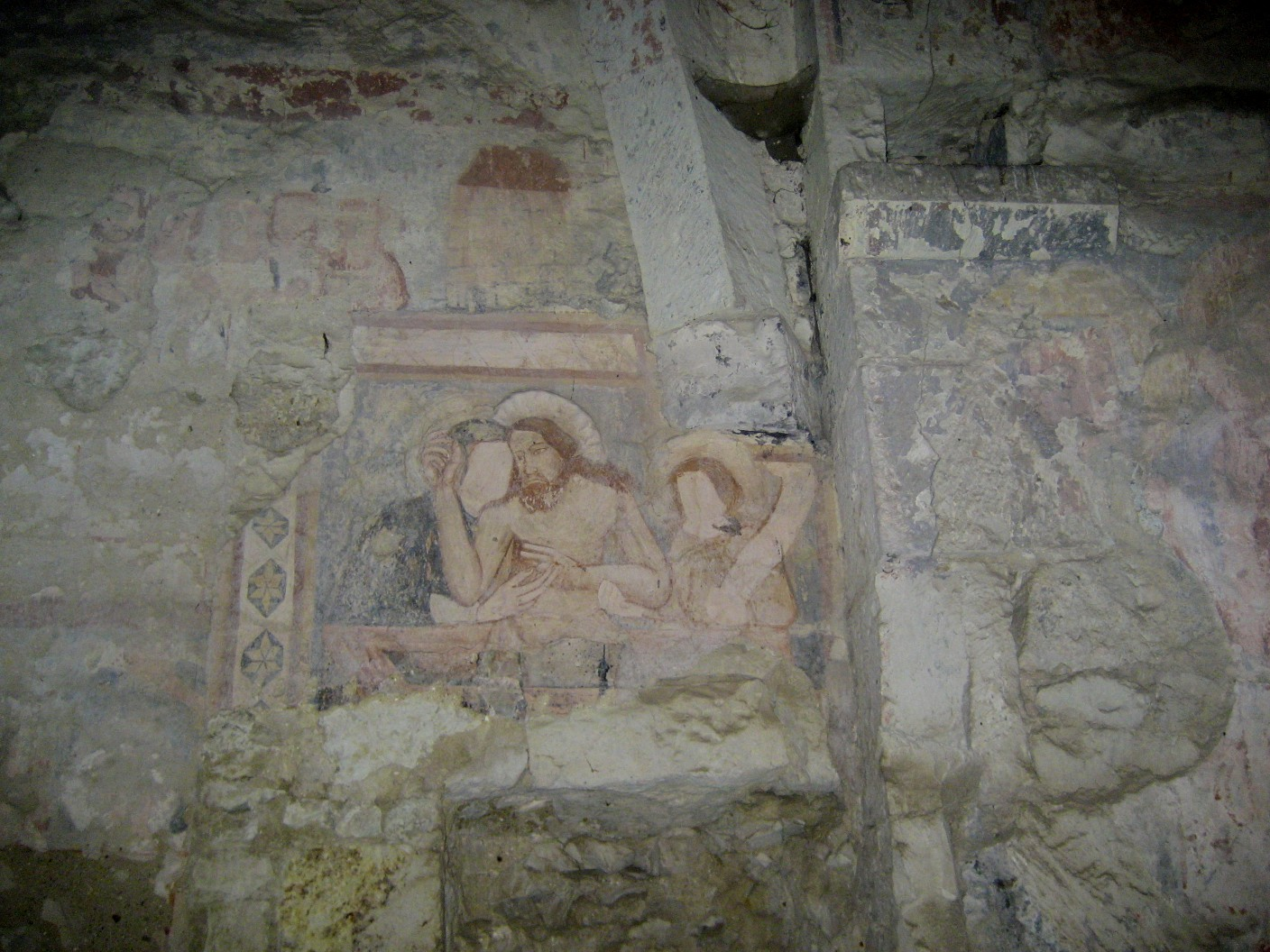
Wandmalereien im alten Chor

In der Koncha der Apsis erscheint Christus im Strahlenkranz einer Mandorla, er steht auf dem Regenbogen (Majestas Domini). Umgeben ist er von dem Tetramorph, den Symbolen der Evangelisten. Zu seinen Seiten stehen die Fürbitter Johannes und Maria außerdem noch Cherumbin (Deesis). Unter dem Bild verläuft auf der Apsidenwand ein Apostelfries unter Arkaden mit Kleeblattschluss im Treffpunkt von ziegelgedeckten Türmen überhöht. Beide Malereien bilden eine Einheit und gehören zu einer Darstellung des Jüngsten Gerichts, typisch für Westportale von Kirchen. Der linear-erzählende Stil, volkstümlich in Siebenbürgen seit dem 14. Jahrhundert, erfährt eine eigentümliche Kraft durch die Betonung der Linien. Auch an der südlichen Wand haben sich Spuren der ursprünglichen Bemalung erhalten, sind aber teilweise verwischt.
An der Nordchorwand konnten sich Fragmente jüngeren Datums erhalten, die obere zur Hälfte sichtbare Szene zeigt Christus als Schmerzensmann, zu dessen Haupt sich Maria neigt. Außerdem ist ein Engel mit einem Spruchband zu sehen. Den unteren Teil überdeckte bis 2001 die Figur des Gekreuzigten, die der dritten Malschicht angehört. Diese Szene wurde 2001 bei Restaurierungsarbeiten an der Kirchenburg gestohlen und ist nicht mehr aufgetaucht. Diese Szene der dritten Malschicht datiert Fabritius-Dancu auf etwa 1420, da sie identische Stilelemente mit Malereien in der ungarischen reformierten Kirche von Dârjiu (Ders) aufweist. Diese stammen von dem Maler Paul von Ung aus dem Jahr 1419.

## Persönlichkeiten
- Wilhelm Staedel (1890–1971), Bischof der Evangelischen Kirche A.B. in Rumänien